# PBC MBA Moscú
El PBC MBA Moscú (en ruso: Professionalnyj basketbolnyj kloeb Moskovskaja basketbolnaja Assotsiatsija Moskva) es un equipo de baloncesto ruso con sede en Moscú, que juega en la VTB United League. Disputa sus partidos en el Krylatskoye Sports Palace, con capacidad para 5.000 espectadores.

## Historia
El PBC MBA de la Asociación de Baloncesto de Moscú fue establecido por la Federación de Baloncesto de Moscú el 17 de mayo de 2013. PBC MBA se convirtió en el sucesor legal del club de baloncesto Youth Basketball Association (YBA), que apareció por primera vez en la temporada 2011/2012.
En la temporada 2013-14 comenzó su andadura en las ligas profesionales, con el objetivo de lograr el ascenso a la Superliga, algo que lograron ese mismo año. Durante ocho temporadas se mantuvieron en la categoría, siempre en zonas medias de la tabla. En la temporada 2021-22 acabaron en la novena posición, sin opción a los playoffs. Sin embargo solicitaron una plaza vacante en la VTB United League para la temporada 2022-23, que finalmente les fue concedida.

## Temporada a temporada
| Temporada | Nivel | Liga              | Pos.             | Copa de Rusia    |
| --------- | ----- | ----------------- | ---------------- | ---------------- |
| 2016–17   | 2     | Superliga         | 6.º              | cuartos de final |
| 2017–18   | 2     | Superliga         | cuartos de final | octavos de final |
| 2018–19   | 2     | Superliga         | 12.º             | octavos de final |
| 2019–20   | 2     | Superliga         | 8.º              | -                |
| 2020–21   | 2     | Superliga         | cuartos de final | cuartos de final |
| 2021–22   | 2     | Superliga         | 9.º              | cuartos de final |
| 2022–23   | 1     | VTB United League |                  |                  |

## Entrenadores
- 2013-2015:  Valery Sizov[3]
- 2015-2022:  Alexander Afanasiev[4]
- 2022-presente:  Vasili Karasiov[5]